# Сухомлинов Володимир Олександрович
Сухомлинов Володимир Олександрович — (4 (16) серпня 1848; Ковенська губернія — 2 лютого 1926; Берлін, Німеччина) — російський генерал від кавалерії, військовий міністр, генерал-ад'ютант, начальник Головного управління Генерального штабу Російської імперії (1908—1909).

## Життєпис
Старший син поліцейського повітового начальника Олександра Павловича Сухомлинова (1796-1886) та Ольги Іванівни Лунської (пом. 1866). Молодший брат Миколай був оренбурзьким губернатором. Народився 4 серпня 1848 року у містечку Тельші Ковенської губернії. Здобув ґрунтовну домашню освіту, оволодів французькою, польською, англійською та німецькою мовами. 

### Освіта
У 1861 року Володимира разом із братом Миколою зарахували до Олександрівського кадетського корпусу у Вільно, але у 1863 року після Польського повстання його було розформовано. В числі 25-ти найкращих учнів зараховується до Першого кадетського училища, яке 1864 року перейменовано на 1-й Санкт-Петербурзьку військову гімназію, потім став юнкером 2-го військового Костянтинівського училища, який готував офіцерів для кавалерійських військ російської армії. Але через тиждень переведено до Миколаївського кавалерійського училища. Випущено 1867 року в лейб-гвардії Уланський Його Величності полк. У лині 1867 року став корнетом лейб-гвардії Уланського імператорського полку. 1871 року поступив до Миколаївської академії Генштабу, яку закінчив 1874 року, отримавши звання штабс-каітана.

### Кар'єра
З 25 жовтня 1874 року — капітан, старший ад'ютант 1-ї гвардійської кавалерійської дивізії, потім — обер-офіцер для особливих доручень при штабі 1-го армійського корпусу (АК), командував ескадроном лейб-гвардії кірасирського Його Величності полку.
Під час російсько-турецької війни 1877—1878 з 19 березня 1877 був у розпорядженні головнокомандувача армією великого князя Миколи Миколайовича (старшого). Налагоджував цивільне управління у місті Тирново. За успішну сутичку біля містечка Дольний Дубняк отримав золоту зоблю «За хоробрість», 14 жовтня 1877 року стає підполковником. За отримання важливих розвідувальних даних супротивника на Трояновому перевалі 1878 нагороджено орденом Св. Георгія 4-го ступеня.
З 11 квітня 1878 — штаб-офіцер для особливих доручень при штабі 1 АК, з 6 травня 1878 — правитель справ Миколаївської академії Генштабу, яке отримав завдяки підтримці Михайла Драгомирова, з яким товаришував. 1880 року отримав звання полковника. 
З 25 листопада 1884 — командир 6-го лейб-драгунського Павлоградського полку (розташовувався у Сувалках), з 10 січня 1886 — начальник офіцерської кавалерійської школи. У ці роки Сухомлінов виявив себе як військовий письменник і теоретик, його твори неодноразово перевидавалися. 1890 року отримав звання генерал-майора. 16 квітня 1897 року призначено командуючим 10-ї кавалерійської дивізії. З 1898 року — генерал-лейтенанта. Відмомився від посади наказного отамана Уралького козачогов ійська. 
З 25 травня 1899 року призначається начальником штабу Київського військогов округу, 12 жовтня 1902 року — помічником командубчого київським військовим округом.  23.10.1904-2.12.1908 роки — командувач військами Київського військового округу. Одночасно з 19.10.1905 року займав пост Київського, Подільського і Волинського генерал-губернатора. Більше переймався військовими та поліцейськими справами, ніж цивільними. В. О. Сухомлинов вважав, що варто при реєстрації товариств повернутися до попередньої практики - дозвіл на придбання землі в кожному конкретному випадку має давати генерал-губернатор. Активно придушував революційні рухи. 4 червня 1907 року у Києві було заарештовано майже 100 більшовиків та революційно налаштованих робітників. Було закрито професійні спілки. Із сільської місцевості виселяли революційно налаштованих селян. У відповідь було здійснено декілько замахів на генерал-губернатора. Разом з тим за його адміністрації припинилися юдейські погроми.

### Військовий міністр
З 2 грудня 1908 року — начальник Генштабу. 11 березня 1909 року зайняв пост військового міністра і одночасно 6 грудня 1911 року введений в Державну раду. Мав прихильне ставлення Миколи II і Олександри Федорівни.

### Звинувачення та суд
В обстановці війни, коли навесні 1915 року виявився великий недолік снарядів та іншого військового спорядження, Сухомлинова почали вважати головним винуватцем поганого постачання російської армії. 12  червня 1915 року під тиском громадської думки Сухомлинов був звільнений царем з посади військового міністра. Незабаром було розпочато розслідування його діяльності на посаді міністра, в тому числі і історії з колишнім позаштатним агентом Московської поліції Миколою Соловйовим, нечистим на руку ділком і фальшивомонетником, який втерся в довіру до дружини Сухомлинова і через неї добився протекції. 8  ( 21 ) березня  1916 року Сухомлинов був звільнений з військової служби, у квітні виключений із членів Державної Ради.
21 квітня  ( 4 травня )  1916 року він був заарештований і був ув'язнений у Трубецькому бастіоні Петропавлівської фортеці, доки тривало слідство. 11  ( 24 ) жовтня  1916 року Сухомлинов було переведено під домашній арешт і з'явилася можливість громадського виправдання. З боку вищих сановників робилися спроби згорнути справу Сухомлінова, але міністри юстиції А. А. Хвостов та А. А. Макаров не допустили цього, погрожуючи відставкою  .

### Арешт Сухомлинова 1 березня 1917
З газети "Известия" Петроградської ради робітничих та солдатських депутатів . 9 березня 1917 року
28 числа народ проходящий по Офицерской улице был обстрелян из дома № 55, где проживал Сухомлинов. По просьбе собравшейся толпы, желавшей обстрелять этот дом, я с депутатами от этой же толпы, произвел обыск чердаков и подвалов этого дома, причем в подвале мною найдено было два пулемёта системы Кольта и 10 винтовок с запасом патронов и там же арестован переодетым в статское полицейский, оказавший сопративление. На чердаках было арестовано пять неизвестных при трех револьерах. Все шестеро были отвезены в Думу. За домом, где проживал Сухомлинов был учрежден надзор. 1-го марта мне сообщили, что по чёрному ходу, будто бы прошел Сухомлинов и что около дома собралась толпа, желавшая учинить над ним самосуд. Указав толпе что в наши задачи не входит производить самосуд, так как Сухомлинов не избежит суда, я с депутатами от той же толпы прошел в квартиру. Мне сказали что Сухомлинова нет дома. Но при обыске Сухомлинов совершенно случайно был найден в своей спальне под периной и с подушкой на голове. Ему было предложено немедленно же одеться, Сухомлинов заявил что пребывание его известно председателю Государственной Думы Родзянко, которому он будто-бы послал письмо. Сухомлинов утверждал что он не скрывался. При обыске квартиры найден один револьер об обыске составлен акт оставленный у госпожи Сухомлиновой, за подписями всех присутствующих. При выходе Сухомлинова толпа кричала, изменник, продал родину и хотела сорвать с него погоны. Сухомлинов бледный как полотно и трясущийся поднял руку и стал клясться, что он невинен, спрашивал почему Россия недовольна им, ведь он к началу войны выставил четыре с половинной миллиона войск, что он был во главе военного ведомства и все было благополучно. После этой своей речи он был посажен в автомобиль и доставлен в Государственную Думу. Прапорщик 171-го пехотного запасного полка. Роман Лукич Чиркунов..
Зі спогадів Сухомлинова
У той час, коли я так обстоював свою голову, спалахує Лютнева революція 1917 року, і якась компанія озброєних людей заарештовує мене на квартирі та везе до Таврійського палацу, де вже організувалася нова влада. Під час переїзду у вантажному автомобілі суб'єкт в окулярах тримав проти мого скроні браунінг, дуло якого стукало мені в голову на вибоїнах. Цілковита моя байдужість до цього бойового його прийому призвела до того, що він незабаром сховав зброю в кобуру. Потім кілька запитань щодо моєї справи і цілком спокійні мої відповіді на них закінчилися тим, що початкове неприязне ставлення до мене перетворилося на доброзичливе.

У Таврійського палацу зовні і в залах, якими я проходив, була маса народу, і жодних образ я не зазнав, як про це неправильно повідомляли газети. Справді, лише один довготелесий, кавказького типу людина вимовив із далеких рядів: «Зрадник». Я зупинився і, дивлячись на нього впритул, голосно відповів: «Неправда!». Тип настільки зменшився тоді в зростанні, що його голови більше не стало видно, і я спокійно продовжував дорогу, без будь-яких інцидентів.  .

### Справа Сухомлинова
З газети "Известия" Петроградської ради робітничих та солдатських депутатів. 9 березня 1917 року:
Вчера в Таврический дворец явился писарь канцелярии Верховной следственной комиссии и доставил шесть томов по делу Сухомлинова.

Уцелели также и документы, хранящиеся в ящике, в помещении коменданта дворца..
Як співучасниця була залучена також дружина Сухомлинова.
Суд проходив з 10 серпня по 12 вересня 1917 року. Головою суду був сенатор М. М. Таганцев , обвинувачем В. П. Носович , захисником М. Г. Казарінов . Сухомлінову були пред'явлені звинувачення у зраді, у бездіяльності влади та у хабарництві. За спогадами сучасника, на початку процесу він поводився трохи блазенською, але під кінець справи поводився з гідністю і серйозно, вирок вислухав спокійно  . Генерал Сухомлинов був визнаний винним у дев'яти із десяти пред'явлених йому звинувачень, включаючи зраду  . Дружина Сухомлинова була виправдана.
Каторга була замінена на тюремне ув'язнення і Сухомлинов був укладений у Трубецькій бастіон Петропавлівської фортеці. Після Жовтневої революції переведений у в'язницю « Хрести ». За амністією, як досяг 70-річного віку, 1 травня 1918 року звільнений. Деякий час жив вільно, але відразу після початку червоного терору влітку 1918 перейшов на нелегальне становище, покинув Петроград і ховався на дачі у знайомих у Коломні . Наприкінці вересня 1918 року за допомогою місцевих рибалок нелегально перебрався через кордон до Фінляндії в районі Білоострова. Жив у місті Терійокі, а звідти 1920 року перебрався до Німеччини. В еміграції заробляв життя літературною працею, написав спогади (1923—1924), але цього заробітку вистачало на лише відверто бідне існування. У діяльності емігрантських організацій не брав участі.

### Смерть
Помер 2 лютого 1926 року у віці 77 років. Його тіло було знайдено на лавці в парку Тіргартен, помер він імовірно від серцевого нападу . Похований на російському цвинтарі Тегель у Берліні.

## Родина
1. Дружина (з 1879 року) — Любовь Данзас (1848—1887), донька генерал-лейтенанта Фердинанда Миколайовича Корфа і удова Дмитра Борисовича Данзаса (1841—1875)
2. Дружина (з 1887 року) — Єлизавета Карейша (1861—1904), донька Миколи Ляпунова, в першому шлюбі дружина Сергія Карейши
3. Дружина (з 1910 року) — Катерина Бутович (1882—1921), донька астронома Віктора Івановича Гошкевича (1860 – 1928), в першому шлюбі дружина Володимира Миколайовича Бутовича

## Нагороди
- Орден Святого Станіслава 3 ст. (1875);
- Золота зброя «За хоробрість» (1878);
- Орден Святого Георгія 4 ст. (1878);
- Орден Святого Станіслава 2 ст. з мечами (1878);
- Орден Святого Володимира 4 ст. з мечами та бантом (1879);
- Орден Святої Анни 2 ст. з мечами (1879);
- Орден Святого Володимира 3 ст. (1883);
- Орден Святого Станіслава 1 ст. (1893);
- Орден Святої Анни 1 ст. (1896);
- Орден Святого Володимира 2 ст. (1903);
- Орден Білого орла (1905);
- Орден Святого Олександра Невського (01.01.1910);
- Діамантові знаки до ордена Святого Олександра Невського (21.02.1913).
- Срібний знак на згадку про ювілей 1-го кадетського корпусу (27 червня 1907)
- Відзнака Російського товариства Червоного Хреста (30 вересня 1908)
- Медаль «На згадку про 100-річчя Вітчизняної війни 1812 р.» (15 серпня 1912)
- Медаль «На згадку про 300-річчя царювання будинку Романових» (21 лютого 1913)
- Медаль «За праці з відмінного виконання загальної мобілізації 1914» (24 березня 1915)
- Медаль «На згадку про 200-річчя морської битви при Гангуті» (28 квітня 1915)

Іноземні:
- Чорногорська медаль за кампанію 1877-1878 року. (1878)
- Румунський залізний хрест «За перехід через Дунай» (1879)
- Болгарський Орден «Святий Олександр» 3-го ступеня (1884)
- Прусський Орден Червоного орла 2-й ст (20 січня 1890)
- Австрійський Орден Франца Йосипа , великий хрест (22 травня 1891)
- Бельгійський Орден Леопольда I , великий хрест (30 січня 1895)
- Прусський Орден Червоного орла 1 ст. (20 січня 1905)
- Перський Орден Лева та Сонця 1-й ст. з алмазними знаками до нього (1903)
- Болгарський  Орден «За військові заслуги» 1-й ст. (1903)
- Бухарський Орден Іскандер-Саліс (1909)
- Датський Орден Данеброг 1-го ступеня (1909)
- Болгарський Орден «Святий Олександр» , великий хрест (1911)
- Китайський орден Подвійного Дракона 1-й ст, 3-го класу (1911)
- Японський Орден Вранішнього сонця 1-й ст. (1911)
- Французький Орден Почесного легіону , 1-й ст. (1912)
- Прусський Орден Червоного орла , великий хрест (1913)
- Монгольський Орден Дорогоцінного жезла 1 ст. (1913)
- Саксонський Орден Альбрехта (1913)
- Румунський Орден Корони (1914)
- Сербський Орден Білого орла , великий хрест
- Чорногорський Орден Князя Данила I , великий хрест

## Твори

### Період викладання в академії
- Збірник тактичних завдань. - 1875. (Разом з А. А. Фрезе та К. Н. Дуропом).
- Ескадрон на аванпостах. - СПб. , 1875.
- Задачник до підручника тактики М. Драгомирова. - СПб. : друкарня В. С. Балашева, 1879.
- Приблизні розв'язання задач з тактики з розбором їх. Доповнення до задачника підручника тактики М. Драгомирова. - СПб. , 1880; 2-ге вид. 1889.

### Період керівництва Офіцерською кавалерійською школою
- Підготовка ескадрону. - СПб. , 1887; 2-ге вид., 1887; 3-тє вид., 1890; 4-те вид., 1897.
- Відомості щодо догляду за конем. Посібник для всіх офіцерів, які мають коня. - СПб. , 1887, перевидання в 1889, 1892, 1896, 1901, 1906.
- Старе слово про кінноту. - СПб. : тип. Тренка і Фюсно, 1891.
- Уві сні та наяву: Військові оповідання. - СПб. : тип. Тренка і Фюсно, 1892.
- Зимовий пробіг партії Офіцерської кавалерійської школи у навчальному 1891-1892 році. - СПб. : тип. Департаменту спадків, 1892.
- На великій Смоленській дорозі: З партизанських дій в 1812 - СПб. : 1892-1893. 2-ге вид, 1912.
- Остап Бондаренко (псевд.). Про стрілянину з коня. - СПб. : тип. С. Н. Худекова, 1892.
- Остап Бондаренко (псевд.). Лист до приятеля (з приводу книги Н. Н. Сухотіна «Бесіди про кінноту»). - М. , 1892.
- Весняний пробіг партії Офіцерської кавалерійської школи у 1892 році. - СПб. : тип. Глав. упр. спадків, 1893.
- Кавалерійські навчальні частини у Росії. - СПб. : тип. Глав. упр. спадків, 1893.
- Остап Бондаренко (псевд.). Кіннота « fin de siècle ». - СПб. : тип. Тренка і Фюсно, 1893.
- Остап Бондаренко (псевд.). Не завжди вчення світло. - СПб. : тип. Тренка і Фюсно, 1893.
- Літній пробіг партії Офіцерської кавалерійської школи у навчальному 1893 році. - СПб. : тип. Глав. упр. спадків, 1893.
- На передовому посту: Військове оповідання. - СПб. : тип. Тренка і Фюсно, 1893.
- Перо: Військовий оповідання. - СПб. : тип. Тренка і Фюсно, 1893.
- Сучасний стан питання про мистецтво верхової їзди у німців. - СПб. : тип. Гол. упр. спадків, 1893.
- Догляд за конем: Пам'ятка для нижнього чину. - СПб. , 1893. 2-ге вид: К. : скл. у тип. Штаба Київ. воєн. окр., 1901.
- З приводу проекту статуту стройової кавалерійської служби 1893 / (Ч. 1, Ч. 2. Ескадронне вчення. Полкове навчання) 1893 року. - СПб. , 1894.
- Остап Бондаренко (псевд.). У Тмутороканію. - СПб. : тип. Тренка і Фюсно, 1895.
- Майор Кануков: Розповідь для нижніх чинів. - СПб. : тип. А. Бенке, 1895. Санкт-Петербург: В. Березовський, 1912.
- Осінній пробіг партії Офіцерської кавалерійської школи 1894 року. - СПб. : тип. Гол. упр. спадків, 1895.
- Збірник статей: Вип. [1]-2 1896
- Збірник коротких оповідань для читання та письма нижніх чинів. - СПб. , 1895, 2-ге вид., 1898, 3-тє вид. 1909.
- Мюрат-Йохім-Наполеон, король обох Сицилій. - СПб. , 1896.
- Остап Бондаренко (псевд.). Плоди неблагополуччя. - СПб. : тип. Тренка і Фюсно, 1896.
- Остап Бондаренко (псевд.). Наші стовпотворці. - СПб. : тип. Тренка і Фюсно, 1897.
- Остап Бондаренко (псевд.). Чудо-письменники. - СПб. : тип. Тренка і Фюсно, 1897.
- Остап Бондаренко (псевд.). Літератори лівого флангу. - СПб. : тип. Тренка і Фюсно, 1897.
- Пам'ятка молодого солдата. - СПб. , 1899.

### 1916
- Остап Бондаренко (псевд.). Знову на хуторі. - Пг. : тип. Тренка і Фюсно, 1916.
- Остап Бондаренко (псевд.). По господарству. - Пг. : тип. Тренка і Фюсно, 1916.
- Остап Бондаренко (псевд.). Грім гримнув. - Пг. : тип. Тренка і Фюсно, 1916.
- Остап Бондаренко (псевд.). Щодо дорожнечі. - Пг. : тип. Тренка і Фюсно, 1916.

### Період еміграції
- Лист товаришу емігранту. I. - Гельсінгфорс, 1919.
- Лист товаришу емігранту (другий). ІІ. - Гельсінгфорс, 1920.
- Спогади. - Берлін: Російське універсальне видавництво, 1924 .
  - Німецький переклад. Erinnerungen. - Berlin: Verlag von Reimar Hobbing, 1924.
  - Перевидання: Спогади Сухомлінова. З передмовою Невського Ст - М. - Л .: Держвидав, 1926.
  - Перевидання: Володимир Олександрович Сухомлінов. Спогади. Мемуари. - Харвест, 2005. - ISBN 985-13-2594-5 .
- Великий Князь Миколай Миколайович (молодший). - Берлін, 1925.
  - Німецький переклад: Grossfürst Nikolai Nikolajewitsch. - Berlin: Welt-Export-Verlag, 1925.

## Думки сучасників
Військовий міністр генерал А. Ф. Редігер :
Сухомлинов, на мою думку, людина здатна, вона швидко схоплює будь-яке питання і дозволяє його просто і ясно. Службу Генерального штабу він добре знав, оскільки довго був начальником штабу округу. Сам він не працівник, але вміє задати підлеглим роботу, керувати ними, і в результаті виявлялося, що роботи, що виконували його керівництво, виходили дуже хороші.
Генерал А. А. Брусилов :
Сухомлинова я знав давно, служив під його начальством і вважав, та й тепер вважаю, його людиною, безсумнівно, розумною, швидко розуміючою і розпорядчою, але розуму поверхневого і легковажного. Головний же його недолік полягав у тому, що він був, як то кажуть, оковтувач і, не заглиблюючись у справу, задовольнявся поверхневим успіхом своїх дій і розпоряджень. Будучи людиною дуже спритною, вона, чужа придворному середовищу, виверталася, щоб утриматися, і лавірувала для збереження власного благополуччя.
Посол Франції в Росії Палеолог, Жорж Моріс :
Сумнівна людина, цей генерал Сухомлинов... Шістдесят шість років від народження; під черевиком у досить гарної дружини, яка на тридцять два роки молодша за нього; розумний, спритний, хитрий; рабськи поважний перед імператором; друг Распутіна; оточений негідниками, які служать йому посередниками для його інтриг та хитрощів; який втратив звичку до роботи і зберігає всі свої сили для подружніх втіх; має похмурий вигляд, що весь час підстерігає погляд під важкими, зібраними в складки віками; я знаю мало людей, які б з першого погляду вселяли б більшу недовіру. 
Протопресвітер о. Георгій Шавельський :
Як я вже казав, приємнішого начальника-колеги, як генерал Сухомлинов, мені не хотілося й бажати. Розумний, простий, сердечний і чуйний, Сухомлинов ні в чому не обмежував мою ініціативу і охоче йшов назустріч кожному моєму доброму починанню. Я не пам'ятаю нагоди, коли б я пішов з доповіді не задоволеним у своїх бажаннях та проханнях. У час призначення мене на посаду протопресвітера він був одним з найближчих до Государя, що найбільше впливали на нього міністрів. Скандальний розлучення Є. А. Бутович і весілля у ньому Сухомлинова сильно скомпрометували останнього у суспільстві. Незадовго до війни про нього почали ходити зовсім погані чутки. ...Важко мені уявити, щоб генерал-ад'ютант Государя, надміру облагодійований останнім, той Сухомлинов, якого я знав у службових справах і приватних бесідах, міг опуститися до ролі хабарника, зрадника.